# Michał (biskup koptyjski)
Michał (ur. 6 sierpnia 1942, zm. 5 sierpnia 2023 – duchowny Koptyjskiego Kościoła Ortodoksyjnego, od 2013 biskup Południowych Niemiec. Sakrę otrzymał 15 czerwca 2013. 30 czerwca został uroczyście intronizowany.